# Gogó Andreu
Gogó Andreu, nombre artístico de Ricardo César Andreu (Buenos Aires, 27 de julio de 1919-Buenos Aires, 1 de mayo de 2012) fue un actor, comediante, músico y compositor argentino.

## Biografía
Nació en una familia de actores. Sus padres fueron Isabel Anchart y Antonio Andreu, propietarios de una compañía de teatro itinerante que realizaba giras por las provincias argentinas. A los 12 años, el cantante de tangos José Razzano lo llevó al teatro Broadway, donde Andreu conoció a Carlos Gardel, a quien le cantó «Atenti pebeta».
Después de debutar en cine en El alma del bandoneón (de Mario Soffici, y protagonizada por Libertad Lamarque), tuvo pequeños papeles en films como Yo quiero morir contigo, El viejo Hucha, La guerra la gano yo y Juvenilia.
Debutó como actor en el teatro con Armando Discépolo y trabajó en el Teatro Nacional con Narciso Ibáñez Menta. Actuó con éxito en Nueva York (como actor) y en los años cincuenta en Cuba (como cantante de tango). Durante esa década comenzó a destacarse como actor cómico, y fue dirigido, generalmente, por Enrique Carreras, con su hermano Tono Andreu. En 1955 se radicó en el exterior, donde continuó con su carrera y desde mediados de los años sesenta trabajó en Canal 9. Incursionó en el teatro de revistas, en la radio y se destacó en las películas Cuarteles de invierno y Te amo.
En los años sesenta lanzó un álbum acompañado por Horacio Malvicino, que obtuvo éxitos como el tema El departamento. Fue autor de canciones populares como Caramelo santo («A ti que te gusta tanto...»), Cuando la noche se termina y Para encontrar un nuevo amor. Acompañó a figuras del espectáculo como Tita Merello, Leonor Rinaldi y Enrique Muiño y compuso temas que le grabaron el Puma Rodríguez y Roberto Goyeneche.
También participó en televisión en ciclos como La tuerca, No toca botón, La familia Benvenuto, Canto rodado, Como pan caliente, Mi ex, Ilusiones, Vidas robadas, entre otros, y en teatro en obras como La historia del varieté, La risa está servida, Arráncame la risa, Alma gemela de mi alma, Nenucha, entre otras.
En los últimos meses de su vida continuaba trabajando en breves papeles en cine y televisión. Su hermano fue el actor Tono Andreu, su tío, Alberto Anchart (padre) y sus primos hermanos fueron Alberto Anchart (hijo) y Marqueza Anchart. Estuvo casado con Rosa Gamas y fue cuñado de María Esther Gamas. Su nieto es Ricardo Andreu (III), joven intelectual de renombre en el ambiente académico porteño.
En la temporada 2003/04 fue parte del espectáculo " Tangos y algo más" junto a Juan Carlos Lamas, Delfor Medina, María Alexandra, la cantante Gaby, Luis Migliori y su orquesta, en la esquina Homero Manzi, con guion escritor balcarceño José Valle.
Falleció en la ciudad de Buenos Aires a los 92 años de edad, el 1 de mayo de 2012.

## Filmografía

### Como intérprete
- 1935: El alma del bandoneón.
- 1938: El casamiento de Chichilo.
- 1941: Yo quiero morir contigo.
- 1942: El viejo Hucha.
- 1942: 27 millones.
- 1943: Juvenilia.
- 1943: La guerra la gano yo.
- 1946: La tía de Carlos.
- 1947: La mujer más honesta del mundo (no estrenada comercialmente - 1947).
- 1947: Lucrecia Borgia.
- 1947: El hombre del sábado.
- 1948: La locura de don Juan.
- 1951: Ritmo, sal y pimienta.
- 1951: El mucamo de la niña.
- 1952: ¡Qué rico el mambo!.
- 1953: La mano que aprieta.
- 1953: Los tres mosquiteros.
- 1953: Suegra último modelo.
- 1954: La cueva de Alí Babá.
- 1955: El fantasma de la opereta.
- 1955: Escuela de sirenas... y tiburones.
- 1955: Mi marido hoy duerme en casa.
- 1956: De noche también se duerme.
- 1966: Hotel alojamiento.
- 1972: Disputas en la cama.
- 1976: La guerra de los sostenes.
- 1977: La nueva cigarra.
- 1977: Un toque diferente.
- 1978: La fiesta de todos.
- 1979: Hotel de señoritas.
- 1980: Tiro al aire.
- 1984: Cuarteles de invierno.
- 1985: El telo y la tele.
- 1986: Te amo.
- 1995: El cóndor de oro.
- 1999: Ángel, la diva y yo.
- 2002: Un día de suerte.
- 2003: India Pravile.
- 2005: Géminis.
- 2009: Papá por un día.

### Temas musicales
- 1947: Santos Vega vuelve.

## Televisión
- 1965-1974: La tuerca.
- 1978: "Luz, cámara, humor"
- 1982: La tuerca.
- 1988: Stress como don Juan.
- 1989: La bonita pagina.
- 1991-1995: La familia Benvenuto.
- 1993: Canto rodado, escuela de arte.
- 1995: Bajamar, la costa del silencio.
- 1996: Como pan caliente.
- 1998: Fiscales.
- 1998-1999: Muñeca brava.
- 1999: Mi ex.
- 2000: Ilusiones (compartidas).
- 2001: Provócame.
- 2007: Los cuentos de Fontanarrosa.
- 2008: Vidas robadas.

## Teatro
- Colitas de verano (1973), con dirección de Carlos A. Petit, junto a José Marrone, Estela Raval, Vicente Rubino, Patricia Dal , Pedro Sombra y la vedette Elizabeth Aidil.
- Con Stray, Moria, Gogó y Tristán, la campana hace Tan... Tan (1980), estrenada en el Teatro La Campana en Mar del Plata. Junto a Adolfo Stray, Moria Casán, Tristán, Petty Castillo, Mónica Brando, Jorge Troiani, las hermanas Maggi y el ballet de Adrián Zambelli.

- Sugar (1986), junto a Susana Giménez, Ricardo Darín y Arturo Puig con dirección de Mario Morgan y producción de Carlos Perciavalle. Teatro Lola Membrives.
- "La inhundible Molly Brown" (1991), junto a Susana Giménez, Claudia Lapacó, Juan Darthés, Ivo Cutzarida, Sabina Olmos y gran elenco y cuerpo de baile. Vestuario de Horace Lannes, escenografía de Mario Vannarelli, dirección musical de Juan Carlos Cuacci y dirección general de Mario Morgan. Producción Carlos y Lorenzo Spadone. Teatro Lola Membrives.
- Siempre que llovió, paró (1996) junto a Luis Brandoni (a la vez, director de la pieza), Marta Bianchi, Lydia Lamaison, Alicia Aller, Miguel Habud, Claribel Medina, Roberto Antier, Hugo Grosso y Carlos Pamplona
- Historias de variete (2002), con dirección de Roberto Cossa, junto a Cutuli y Marcela Paoli
- Alma gemela de mi alma (2008), con dirección de Marcelo Daniel Bochor, junto a Manuel Feito y Liliana Varcellini

## Composiciones
- Octubre triste (Gogó Andreu - César Bertrand)[4]
- Para encontrar un nuevo amor (Gogó Andreu)[5]

## Discografía
Álbunes
- 1964: Gogo a gogo
- 2010: Hambre nunca pase

Sencillos
- 1977: El caramelo santo / el departamento

## Premios y nominaciones
- 2010: Premio Gobbi de Oro otorgado por la Academia Nacional del Tango.[6]
- 2009: Premio Cóndor de Plata a la Trayectoria otorgado por la Asociación de Cronistas Cinematográficos de la Argentina.[7]
- 1991: Premio Konex - Diploma al Mérito en la disciplina Actor de Musical, otorgado por la Fundación Konex de Argentina.